# Kreis Concise
| Kreis Concise           | Kreis Concise      |
| Basisdaten              | Basisdaten         |
| ----------------------- | ------------------ |
| Staat:                  | Schweiz            |
| Kanton:                 | Waadt (VD)         |
| Bezirk:                 | Grandson           |
| Hauptort:               | Concise            |
| Fläche:                 | 66,93 km²          |
| Einwohner:              | 3'084 (31.12.2023) |
| Bevölkerungsdichte:     | 46 Einw. pro km²   |
| Aufgehoben am:          | 31. Dezember 2006  |
| Karte                   |                    |
| Karte von Kreis Concise |                    |

Der Kreis Concise (französisch Cercle de Concise) war bis zum 31. August 2006 eine Verwaltungseinheit des Bezirks Grandson im Kanton Waadt in der Schweiz. Sitz des Kreisamtes war Concise.
Der Kreis umfasste sieben Gemeinden und war 66,93 km² gross. Die Gemeinden des ehemaligen Kreises zählten Ende 2023 3'084 Einwohner.
| Wappen                 | Name der Gemeinde      | Einwohner (31. Dezember 2023) | Fläche in km² | Einw. pro km² |
| ---------------------- | ---------------------- | ----------------------------- | ------------- | ------------- |
| Bonvillars             | Bonvillars             | 526                           | 7,53          | 70            |
| Concise                | Concise                | 1'021                         | 11,37         | 90            |
| Corcelles-près-Concise | Corcelles-près-Concise | 421                           | 4,06          | 104           |
| Fontanezier            | Fontanezier            | 58                            | 3,73          | 16            |
| Mutrux                 | Mutrux                 | 146                           | 3,23          | 45            |
| Onnens                 | Onnens (VD)            | 498                           | 5,15          | 97            |
| Provence               | Provence               | 414                           | 31,86         | 13            |
| Total (7)              | Total (7)              | 3'084                         | 66,93         | 46            |